# スーパータイガー (2代目)
スーパータイガー（生年月日不明 - ）は、日本の覆面レスラー。

## 経歴
2007年3月7日、リアルジャパンプロレス（後のストロングスタイルプロレス）後楽園ホール大会の対日高郁人戦でデビュー。
師匠の佐山聡がUWFに所属していた時のファイトスタイルを継承している。
2016年4月、全日本プロレスで開催された「チャンピオン・カーニバル」に出場。7月、全日本で活動しているユニット「エボリューション」に加入。9月、みちのくプロレスで開催された「ふく面ワールドリーグ戦」に出場。12月、全日本で開催された「世界最強タッグ決定リーグ戦」に佐藤光留とタッグを組んで出場。
2017年7月、プロレスリングZERO1で開催された「火祭り」に出場。11月、ZERO1で開催された「風林火山」に大谷晋二郎とタッグを組んで出場。

## 得意技
タイガースープレックス
タイガードライバー
牙山
ブレーンバスターの体勢で担ぎ上げてから相手の顔面に膝蹴りを叩き込む。
バズソーキック
仰向けになった相手の上半身を起こして相手の左側頭部を振り抜いた右足の甲で蹴り飛ばす。
各種キック

## 入場曲
- Eye of the Tiger（サバイバー）

## タイトル歴
- レジェンド王座
- キャプチャー・インターナショナル王座
- NWA UNヘビー級王座
- EL Mejor de Mascarad王座
- WEWヘビー級王座
- WEWタッグ王座